# دکا-دنس
دِکا-دِنس (ژاپنی: デカダンス هپبورن: Dekadansu) یک مجموعه تلویزیونی انیمه اصلی است که توسط ان‌یوتی تولید و انیمیشن شده‌است. این سریال از ژوئیه تا سپتامبر سال ۲۰۲۰ پخش شد.

## یادداشت
1. ↑  Original work, production committee.
2. 1 2 3 4  Original concept.